# Barbara Nowacka

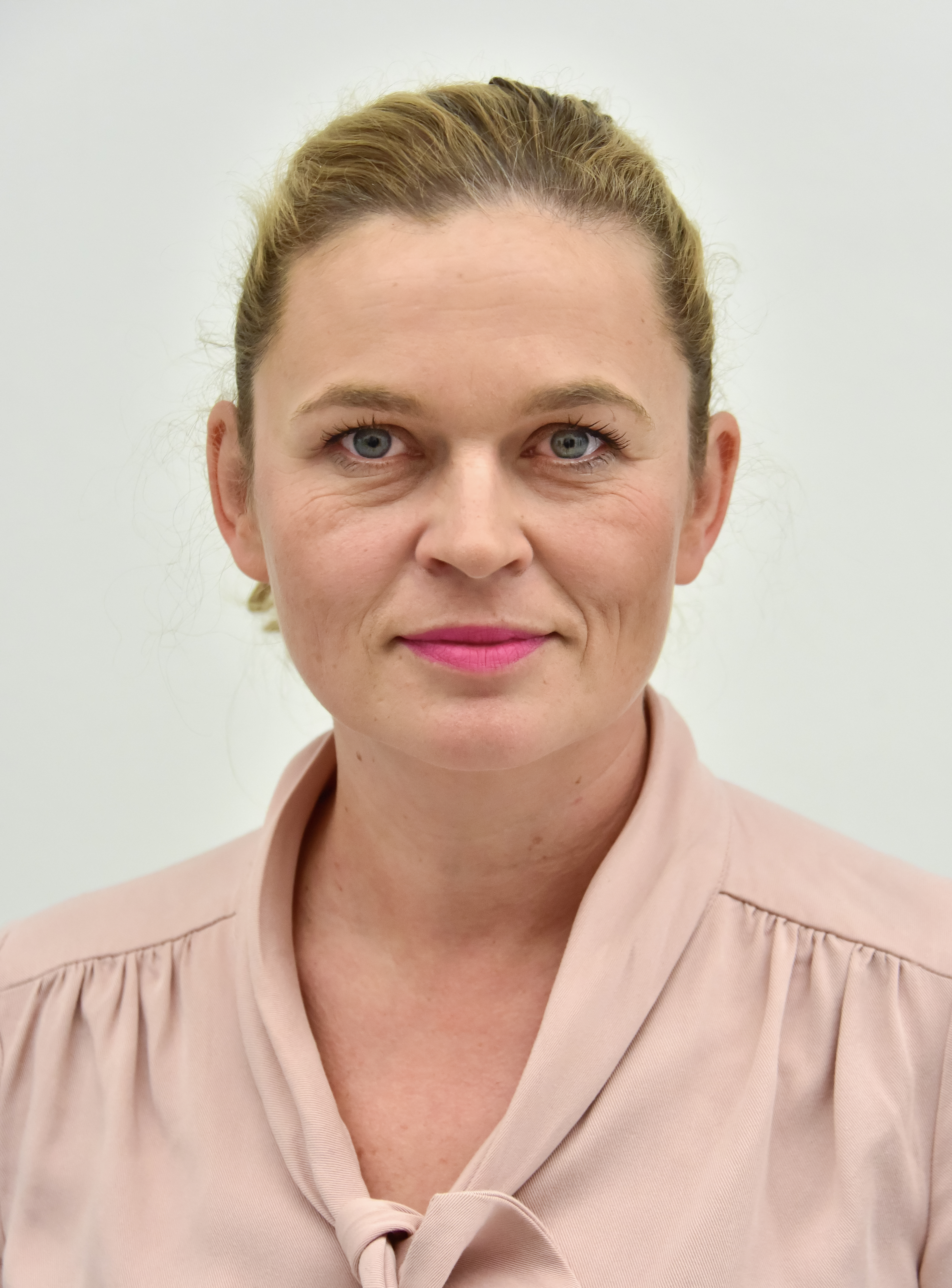
Barbara Nowacka (2019)

Barbara Anna Nowacka (* 10. Mai 1975 in Warschau) ist eine polnische Politikerin und Feministin. Sie war von 2015 bis 2017 Mitvorsitzende der linksliberalen Partei Twój Ruch. Gegenwärtig ist sie die Vorsitzende der Partei Inicjatywa Polska (iPL), die sie mitbegründet hat. Seit 2019 ist sie Abgeordnete des Sejm. Seit dem 13. Dezember 2023 ist sie Bildungsministerin im Kabinett Tusk III.

## Werdegang
Nowacka entstammt einer Familie mit linken Traditionen. Beide Großväter waren vor Ausbruch des Zweiten Weltkrieges Mitglieder der Polnischen Sozialistischen Partei (PPS). Ihr Vater ist Jerzy Nowacki, Rektor der Polnisch-Japanischen Hochschule für Computertechnik. Ihre Mutter Izabela Jaruga-Nowacka war Abgeordnete des Bundes der Demokratischen Linken (SLD) im Sejm; sie kam am 10. April 2010 beim Flugunfall von Smolensk 2010 ums Leben.
Nowacka studierte an der Polnisch-Japanischen Hochschule für Computertechnik in Warschau und an der Verwaltungsfakultät der Universität Warschau. Seit 1993 war sie im Vertrauensnotruf der Föderation für Frauen und Familienplanung tätig. Seit 1997 war sie Mitglied und seit 2000 stellvertretende Vorsitzende der Jugendorganisation der Unia Pracy sowie 2001 bis 2006 Mitglied dieser Partei. Sie nahm teil an pazifistischen Straßendemos gegen den Irakkrieg und den Afghanistankrieg. 2005 wurde sie Mitbegründerin der Jungsozialisten-Bewegung.
Nach dem Tod ihrer Mutter gründete sie die Izabela-Jaruga-Nowacka-Stiftung, die alljährlich den Preis Okulary Równości (deutsch: Die Gleichberechtigungsbrille) vergibt.
Nowacka setzt sich für das Recht auf Schwangerschaftsabbruch, die In-vitro-Fertilisation sowie die Rechte sexueller Minderheiten ein. Gemeinsam mit ihrem Lebenspartner erzieht sie einen Sohn und eine Tochter.

## Politische Karriere
Bei der Europawahl 2014 kandidierte Nowacka erfolglos für die Initiative Europa Plus für das Europäische Parlament. Im gleichen Jahr schloss sie sich der von Janusz Palikot geführten linksliberalen Partei Twój Ruch an. 2015 wurde sie zu deren Mitvorsitzenden berufen und übernahm die Leitung des neugegründeten Wahlbündnisses Vereinigte Linke, welches mit 7,55 % bei der Parlamentswahl im Oktober desselben Jahres knapp den Einzug verpasste. Nachdem wegen Unwillens einiger Parteigrößen das Bündnis nicht fortgesetzt wurde, präsentierte Nowacka Ende Januar 2016 mit anderen (ehemaligen) Mitgliedern linker Parteien die überparteiliche Plattform Inicjatywa Polska (deutsch: Initiative Polen), um die Idee einer Zusammenarbeit linksgerichteter und liberaler Gruppen fortzuführen. Foreign Policy reihte Nowacka zusammen mit Agnieszka Dziemianowicz-Bąk für dieses Engagement unter die „Top 100 Global Thinkers“ im Jahre 2016 ein.
Anfang Juni 2017 teilte sie mit, aus der Partei Twój Ruch auszutreten, um sich in Zukunft verstärkt für die Frauenrechte in Polen zu engagieren. Ab September 2018 begann die enge Zusammenarbeit der iPL mit der Koalicja Obywatelska. Auf einer gemeinsamen Liste wurde sie bei den Parlamentswahlen am 13. Oktober 2019 im Wahlkreis Gdynia mit 88 833 Wählerstimmen zur Sejm-Abgeordneten der 9. Legislaturperiode gewählt.
Sie wurde am 13. Dezember 2023 zur Bildungsministerin ernannt. Eine der ersten Maßnahmen war die Rücknahme der diskriminierenden Stundenzahlsenkung für den Deutschunterricht der deutschen Minderheit in Polen.